# رأس البرشة
راس البرشة منطقة ساحلية كويتية في الساحل الجنوبي لجزيرة بوبيان عند مدخل خور الصبية، مقابل لجزيرة فيلكا، يُعد راس البرشة منطقة صيد سمك مقيّدة. وفيها محمية راس البرشة.